# Prânz la restaurantul Fournaise
Prânzul la restaurantul Fournaise, cunoscut și sub numele de The Rowers' Lunch, Déjeuner chez Fournaise sau Déjeuner au Restaurant Fournaise, este o pictură în ulei pe pânză realizată de Auguste Renoir în 1875. Portretizează trei persoane care iau prânzul la Maison Fournaise situată pe Île des Impressionnistes (cunoscută și sub numele de Île de la Grande Jatte) pe râul Sena la Chatou, la vest de Paris. Un canotor este portretizat în afara restaurantului, plimbându-se cu barca pe râu.
Pictura este expusă la Art Institute of Chicago.
Renoir a pictat Maison Fournaise și în Prânzul canotierilor din 1881.